# 麥克萊恩斯伯勒鎮區 (伊利諾伊州漢密爾頓縣)
麥克萊恩斯伯勒鎮區（英語：McLeansboro Township）是位於美國伊利諾伊州漢密爾頓縣的一個行政鎮區。

## 地方資料
根據2010年美國人口普查的數據，麥克萊恩斯伯勒鎮區的面積為93.00平方千米，當中陸地面積為92.20平方千米，而水域面積為0.80平方千米。當地共有人口3645人，而人口密度為每平方千米39.19人。